# Pina Piovani
Pina Piovani, all'anagrafe Giuseppina Piovani (Corchiano, 20 marzo 1897 – Roma, 2 gennaio 1955), è stata un'attrice italiana.

## Biografia
Nata a Corchiano, in provincia di Viterbo, nel 1897, iniziò da giovane a recitare in teatro su testi dialettali romaneschi, sia in commedie di prosa sia nel teatro di rivista e nell'avanspettacolo.
Fu compagna di lavoro di Gastone Monaldi, Aldo Fabrizi, Checco Durante, Ettore Petrolini e Romolo Balzani.
Debuttò nel cinema muto con la pellicola di ambiente partenopeo Napule... e niente cchiù (1928), diretta dal regista Eugenio Perego, ma soltanto a partire dal 1940 la Piovani diverrà una caratterista molto ricercata dai produttori per parti quasi sempre di popolane romane; sarà la moglie di Totò in Guardie e ladri e la madre di Gina Lollobrigida ne La romana.
Continuerà comunque a lavorare in teatro sino a poco prima della morte.

### Vita privata
La Piovani era sposata con l'attore Giulio Battiferri ed era la zia del musicista compositore Nicola Piovani.

## Filmografia
- Il pirata sono io!, regia di Mario Mattoli (1940)
- La fanciulla di Portici, regia di Mario Bonnard (1940)
- La zia smemorata, regia di Ladislao Vajda (1940)
- Tosca, regia di Jean Renoir e Carl Koch (1941)
- Il signore a doppio petto, regia di Flavio Calzavara (1941)
- Se non son matti non li vogliamo, regia di Esodo Pratelli (1941)
- Il leone di Damasco, regia di Corrado D'Errico (1942)
- Via delle cinque lune, regia di Luigi Chiarini (1942)
- La bella addormentata, regia di Luigi Chiarini (1942)
- Campo de' fiori, regia di Mario Bonnard (1943)
- T'amerò sempre, regia di Mario Camerini (1943)
- Gran Premio, regia di Jeff Musso e Umberto Scarpelli (1944)
- La porta del cielo, regia di Vittorio De Sica (1944)
- La locandiera, regia di Luigi Chiarini (1944)
- Due lettere anonime, regia di Mario Camerini (1945)
- Notte di tempesta, regia di Gianni Franciolini (1946)
- La primula bianca, regia di Carlo Ludovico Bragaglia (1947)
- Sinfonia fatale, regia di Victor Stoloff (1947)
- Ultimo amore, regia di Luigi Chiarini (1947)
- Furia, regia di Goffredo Alessandrini (1947)
- L'ebreo errante, regia di Goffredo Alessandrini (1948)
- Cuore, regia di Duilio Coletti (1948)
- Monaca santa, regia di Guido Brignone (1948)
- L'uomo dal guanto grigio, regia di Camillo Mastrocinque (1948)
- Ti ritroverò, regia di Giacomo Gentilomo (1949)
- La città dolente, regia di Mario Bonnard (1949)
- La forza del destino, regia di Carmine Gallone (1950)
- Taxi di notte, regia di Carmine Gallone (1950)
- Vita da cani di Steno e Monicelli (1950)
- Il nido di falasco, regia di Guido Brignone (1950)
- Amore e sangue, regia di Marino Girolami (1951)
- Accidenti alle tasse!!, regia di Mario Mattoli (1951)
- Cameriera bella presenza offresi..., regia di Giorgio Pàstina (1951)
- Guardie e ladri, regia di Steno e Monicelli (1951)
- Carne inquieta, regia di Silvestro Prestifilippo e Carlo Musso (1952)
- Un ladro in paradiso, regia di Domenico Paolella (1952)
- Le avventure di Mandrin, regia di Mario Soldati (1952)
- I tre corsari, regia di Mario Soldati (1952)
- Altri tempi, regia di Alessandro Blasetti, episodio L'idillio (1952)
- Il tallone d'Achille, regia di Mario Amendola (1952)
- Non è vero... ma ci credo!, regia di Sergio Grieco (1952)
- Papà ti ricordo, regia di Mario Volpe (1952)
- Jolanda, la figlia del Corsaro Nero, regia di Mario Soldati (1953)
- Lulù, regia di Fernando Cerchio (1953)
- La voce del silenzio, regia di Georg Wilhelm Pabst (1953)
- Er fattaccio, regia di Riccardo Moschino (1953)
- ...e Napoli canta!, regia di Armando Grottini (1953)
- Una di quelle, regia di Aldo Fabrizi (1953)
- Donne proibite, regia di Giuseppe Amato (1954)
- In amore si pecca in due, regia di Vittorio Cottafavi (1954)
- Gli orizzonti del sole, regia di Giovanni Paolucci (1954)
- Amarti è il mio peccato, regia di Sergio Grieco (1954)
- Questa è la vita, regia di Mario Soldati, episodio Il ventaglino (1954)
- Prima di sera, regia di Piero Tellini (1954)
- Ho ritrovato mio figlio, regia di Elio Piccon (1954)
- La romana, regia di Luigi Zampa (1954)

## Doppiatrici italiane
- Giovanna Scotto in Notte di tempesta
- Wanda Tettoni in La romana